# Deshler (Ohio)
Deshler es una villa ubicada en el condado de Henry en el estado estadounidense de Ohio. En el Censo de 2010 tenía una población de 1799 habitantes y una densidad poblacional de 303,32 personas por km².

## Geografía
Deshler se encuentra ubicada en las coordenadas 41°12′28″N 83°54′21″O / 41.20778, -83.90583. Según la Oficina del Censo de los Estados Unidos, Deshler tiene una superficie total de 5.93 km², de la cual 5.84 km² corresponden a tierra firme y (1.53%) 0.09 km² es agua.

## Demografía
Según el censo de 2010, había 1799 personas residiendo en Deshler. La densidad de población era de 303,32 hab./km². De los 1799 habitantes, Deshler estaba compuesto por el 91.88% blancos, el 0.11% eran afroamericanos, el 0.28% eran amerindios, el 0.44% eran asiáticos, el 0% eran isleños del Pacífico, el 4.45% eran de otras razas y el 2.83% pertenecían a dos o más razas. Del total de la población el 9.95% eran hispanos o latinos de cualquier raza.